# Paolo Saviane
Paolo Saviane (Ponte nelle Alpi, 20 marzo 1962 – Padova, 20 agosto 2021) è stato un politico italiano.

## Biografia
Imprenditore, ha lavorato nell'azienda di famiglia attiva nella produzione di legname. È stato presidente del Consorzio Legno Veneto. Ha ricoperto anche la carica di consigliere dell'Unione montana e dell'Azienda Territoriale per l'Edilizia Residenziale di Belluno. Ha iniziato la carriera politica come consigliere comunale di Puos d'Alpago. Nel 2015 viene eletto all'unanimità segretario provinciale della Lega Nord bellunese.

### Elezione a senatore
Alle elezioni politiche del 2018 viene eletto al Senato della Repubblica, nelle liste della Lega nella circoscrizione Veneto.
Ricoverato all'ospedale di Padova per un intervento al cuore, è morto il 20 agosto 2021 a 59 anni.